# David Uhlíř
David Uhlíř (* 18. července 1954 Boskovice) je český advokát, od prosince 2014 do prosince 2024 soudce Ústavního soudu České republiky.

## Život
V letech 1969 až 1973 vystudoval gymnázium v Praze 6 a původně se chtěl věnovat architektuře, přešel však na práva (v letech 1975 až 1979 vystudoval Právnickou fakultu Univerzity Karlovy) a poté nepřetržitě pracoval v advokacii. V roce 1981 složil rigorózní zkoušku a získal tak titul JUDr. V roce 1983 složil advokátní zkoušky a stal se členem Městského sdružení advokátů v Praze, zabýval se zejména trestním právem. Do roku 1989 byl členem KSČ, věnoval se však i obhajobě a zastupování klientů perzekvovaných z politických důvodů.
Je zakládajícím členem advokátní kanceláře Uhlíř, Homola a společníci. Zastupoval jak velké společnosti v jejich obchodních sporech, tak v rámci služby pro bono nemajetné klienty. Byl místopředsedou České advokátní komory, svého času ale také tajemníkem na pražském magistrátu. Kromě právní praxe se věnuje i teorii, zejména občanskému a obchodnímu právu, a přednáší na Právnické fakultě Univerzity Karlovy. David Uhlíř je členem zkušební komise pro advokátní zkoušky a zkoušky způsobilosti pro obor občanské, rodinné a pracovní právo. Před svým jmenováním ústavním soudcem působil jako insolvenční správce a likvidátor obchodních společností.

## Ústavní soudce
V roce 2014 se prezident republiky Miloš Zeman rozhodl jmenovat jej soudcem Ústavního soudu, kandidaturu Davida Uhlíře podpořil předseda soudu Pavel Rychetský a prezident republiky získal 3. prosince i nutný souhlas Senátu. Jmenován byl 10. prosince 2014.

### Judikatura
David Uhlíř coby soudce zpravodaj předložil řadu rozhodnutí Ústavního soudu, jimiž se Ústavní soud pokusil zmírnit v minulosti způsobené křivdy. Především v rozhodnutí sp. zn. I. ÚS 3943/14, coby soudce zpravodaj, dospěl k závěru, že určovací žaloba je přípustným způsobem uplatnění nároků na odčinění majetkových a nemajetkových křivd, způsobených mocenskými orgány nacistického Německa v letech 1938–1945, jestliže se jedná o nároky vůči státu a nezasahující do práv jiných osob. Není tedy obcházením restitučních předpisů, jestliže stěžovatel uplatňuje své nároky určovací žalobou, protože je nemohl bez vlastní viny a pro vážnou překážku podle restitučních předpisů uplatnit včas a uplatňuje je bez zbytečného odkladu po odpadnutí této překážky.
S odkazem na to, co vyslovil Karl Jaspers (Otázka viny: Příspěvek k německé otázce, Academia, Praha, 2006), Ústavní soud konstatoval, že veškeré křivdy napravit nelze a vše zcela odškodnit také není možno; ale to, co zbývá, i když se jedná třeba jen o zanedbatelnou nápravu z hlediska celkově způsobeného utrpení, tedy to, co je možné a zároveň správné a spravedlivé vykonat, je přirozenoprávní povinností orgánů materiálního právního státu učinit.
Ústavní soud se v citovaném rozhodnutí dále vyrovnal s napětím mezi účely práva, když obecné blaho, spravedlnost a právní jistota jsou nejvyšší cíle práva, ale ne v příjemné shodě, nýbrž v příkrém rozporu vůči sobě navzájem (Gustav Radbruch: O napětí mezi účely práva, Wolters Kluwer, Praha, 2012, str. 95). V posuzovaném případě se může požadavek individuální spravedlnosti stěžovatele jevit v rozporu s požadavkem právní jistoty. Mohlo by se jevit, že ponechání předmětných nemovitostí ve státním vlastnictví by bylo v souladu s obecným blahem, avšak okolnosti, za kterých prarodiče stěžovatele o svůj majetek přišli, to nedovolují. Hrůzné zločiny, spáchané na československých občanech za okupace, často právě pod záminkou obecného blaha (árijské rasy, Třetí říše apod.), nedovolují, aby takovou argumentaci akceptoval jakýkoliv soud státu, který si váží sám sebe i lidských práv svých (i cizích) občanů.
Dále v rozhodnutí sp. zn. I. ÚS 4004/14 ve sporu paní Zdeny Mašínové, dcery důstojníka a odbojáře Josefa Mašína Ústavní soud (pouze jako obiter dictum, aniž by mohl předjímat řešení zkoumané věci) uvedl, že by bylo v tomto případě vhodné, aby stát jako výraz úcty k památce generálmajora in memoriam Josefa Mašína hledal takové řešení vlastnických vztahů, aby jeho rodný dům byl důstojnou památkou na něj. To, jak uzavírá soud, jistě zabezpečí mnohem lépe rodina stěžovatelky, než stát nebo Státní pozemkový úřad, které jej nechávají chátrat. Ústavní soud se v projednávané věci vyjádřil v tom smyslu, že sice není věcí obecných soudů, aby poučovaly žalobce o hmotném právu, nicméně je jejich povinností neuplatňovat přehnaně pozitivistický přístup nad podstatu práva na soudní ochranu, ale v mezích daných ústavními předpisy a zákony nalézat individuální spravedlnost.

## Po skončení mandátu ústavního soudce
V červnu 2025 uvedla ministryně spravedlnosti Eva Decroix, že Uhlíř byl jmenován koordinátorem v souvislosti s „bitcoinovou kauzou“. V srpnu měl Uhlíř předložit svá zjištění. Ve své funkci ale neočekávaně skončil již po měsíci. Uhlíř poté odmítl zpracovat závěrečnou zprávu, která by shrnovala jeho zjištění s tím, že již žádný vztah s ministerstvem nemá.

## Publikační činnost
Je autorem mnoha článků a také jedním ze spoluautorů komentáře k novému občanskému zákoníku vydaného nakladatelstvím Wolters Kluwer, a. s. a komentáře k zákonu o advokacii a stavovským předpisům od stejného nakladatelství. Věnuje se i přednáškové činnosti.
Z řady článků publikovaných Davidem Uhlířem lze zmínit například: „Vliv nového občanského zákoníku na vztahy mezi advokátem a klientem“, „První zkušenosti s novým občanským zákoníkem“, „Jak psát ústavní stížnosti“, „Nullum crimen sine lege“.